# Зак Стъблети-Куук
Зак Стъблети-Куук, пълното му име е Исаак Стъблети-Куук (английски: Izaac Stubblety-Cook), е австралийски състезател по плуване.
Роден в Бризбейн, Австралия. Олимпийски шампион е на 200 м бруст на Олимпиадата в Токио (2020).